# 스위트 노벰버
《스위트 노벰버》(영어: Sweet November)는 미국에서 제작된 팻 오코너 감독의 2001년 로맨틱 드라마 영화이다. 키아누 리브스, 샬리즈 세런 등이 출연하였고, 엘리엇 캐스트너 등이 제작에 참여하였다. 리브스와 세런은 앞서 《데블스 에드버킷》(1997)에 함께 출연했던 바 있다.
제작비 4,000만 달러 대비 전 세계 수익 6,580만 달러를 벌어들이며 박스오피스 봄이 되었다. 평단으로부터 대체로 부정 평가를 받았으며, 2002년 제22회 골든 라즈베리상 최악의 속편상, 최악의 남우상, 최악의 여우상 후보에 올랐다.

## 줄거리
우연히 서로를 알게 된 두 남녀가 딱 한 달 동안만 부담 없이 만나기로 했다가 사랑에 빠진다. 하지만 실은 여성이 비호지킨 림프종 말기 환자라는 사실이 밝혀진다.

## 출연진
- 키아누 리브스 - 넬슨 모스 역
- 샬리즈 세런 - 세라 디버 역
- 제이슨 아이작스 - 채즈 와틀리/체리 역
- 그레그 거먼 - 빈스 홀랜드 역
- 로런 그레이엄 - 앤젤리카 역
- 리엄 에이킨 - 애브너 역
- 프랭크 랜젤라 - 에드거 프라이스 역
- 레이 베이커 - 버디 리치 역
- 마이클 로즌바움 - 브랜던/브랜디 역
- 로버트 조이 - 레이퍼드 던 역

## 기타 제작자
- 공동 제작: 마티 P. 유잉
- 배역: 리사 브라몽 가르시아, 랜디 힐러
- 미술: 나오미 쇼핸
- 의상: 셰이 컨리프

## 반응
리뷰 애그리게이터 사이트 로튼 토마토에서 99편의 리뷰를 바탕으로 15%의 지지도를 얻었으며 평점은 10점 만점에 3.6이다. 메타크리틱에서도 “대체로 호의적이지 않은 평”으로 나타났으며 리뷰 30편에 근거해 100점 만점에 가중 평균 점수 27점을 받았다.

## 우리말 녹음
SBS 성우진 (2007년 7월 14일)
- 구자형 - 넬슨 모스(키아누 리브스)
- 우정신 - 세라 디버(샬리즈 세런)
- 황윤걸 - 채즈 와틀리(제이슨 아이작스)
- 최원형 - 빈스 홀랜드(그레그 거먼)
- 이선 - 애브너(리엄 에이킨)
- 김영선 - 브랜던(마이클 로즌바움)
- 박상일 - 돈 왓슨(L. 피터 캘린더)
- 이종혁 - 레이퍼드 던(로버트 조이)
- 최옥희
- 조동희
- 기경옥
- 임은정
- 이재정
- 이용순